# Pedrilliomorpha clypealis
Pedrilliomorpha clypealis es una especie de coleóptero de la familia Megalopodidae.

## Distribución geográfica
Habita en Irian Jaya (Indonesia).